# Saint-Laurent (Côtes-d'Armor)
Saint-Laurent é uma comuna francesa na região administrativa da Bretanha, no departamento de Côtes-d'Armor. Estende-se por uma área de 8,96 km². Em 2010 a comuna tinha 493 habitantes (densidade: 55 hab./km²).